# Меморандум о независности Македоније (1913)
Меморандум о независности Македоније (фр. Mémorandum consérnant l'indépendance de la Macédoine) је документ објављен 1. марта 1913. године од стране четири припадника македонског научног-књижевног друштва из Санкт Петербурга. Меморандум су послали британском министру спољних послова Едварду Греју, амбасадорима у палати у Лондону и министру спољних послова Руске Империје. У документу се захтева додела признања и независност историјског региона Македоније..
Истовремено, меморандум је био објављен у целости или деловима у листу „Македонски глас”, у руској штампи и у још много других новина широм Европе. У припреми, изради и објављивању и као потписници меморандума учествовали су: Димитрија Чуповски, Александар Везенков, Гаврил Константинович и Наце Димов. Перципирајући страшну позицију Македоније после Првог и непосредно пре Другог балканског рата, рат и окупацију суседних балканских држава, као једино, праведно, најтачније и истовремено најразумљивије и најпожељније решење, видели су у проглашењу независности историјског региона Македоније у својим природним, географским, етничким и економским границама, мислећи да ће тиме избећи даље ратове, сукобе и крвопролића.
Поред овог меморандума, Димитрија Чуповски је направио и објавио политичко-географску карту Македоније у својим природним, географским, етничким и економским границама „Карта Македониа”, у поднаслову „по програма на македонските народници“. Меморандум, који је нека врста првог јавног наступа „оснажених Македонаца” пред светском публиком, излаже и истиче борбу Македонаца за њихову слободу и независну државу, наглашавајући учешће Македонаца у Првом балканском рату као једнаку ратничку страну. Кроз неколико тачака меморандума представљени су захтеви, од којих су најважнији: Македонија у својим географским, етнографским и економско-културним границама да остане јединствена, недељива, независна балканска држава и да се у најскорије време на основу општег гласања сазове Македонска народна скупштина у Солуну, ради детаљне разраде унутрашње организације државе и ступања у дипломатске односе са суседним државама.